# António Caetano Pacheco
António Caetano do Rosário Pacheco (Goa, Goa Sul, Salcete, Margão, 12 de Novembro de 1800 - Goa, Goa Sul, Salcete, Margão, ou Lisboa, 2 de Maio de 1850) foi um advogado, político e escritor português.

## Biografia
Filho de Miguel José Pacheco e de sua mulher Tecla Maria Barreto Xavier, ambos de Salcete, Margão, Goeses católicos.
Advogado e Notário, Presidente da Câmara Municipal de Salcete, Deputado e Escritor.

## Casamento e descendência
Casou em Goa com Aurora Quitéria Maria Álvares (Goa - ?), de linhagem Brâmane de Primeiro Goankar brasonada de Margão, que recebia de tributo uma libra de ouro, com geração.